# Mark Livolsi
Mark Livolsi (Lebanon 10 april 1962 – Pasadena 23 september 2018) was een Amerikaans filmeditor. Livolsi is bekend van onder meer de filmkomedies Wedding Crashers (2005) en The Devil Wears Prada (2006) waarmee hij voor elke film werd genomineerd voor een ACE Eddie Award.
Hij was op jonge leeftijd al geïnteresseerd in films. Met vrienden uit de buurt maakte hij filmpjes met een 8mm-camera van zijn vader, die illustrator en karikatuurkunstenaar was. Livolsi ging studeren aan de Pennsylvania State University waar hij in 1984 is afgestudeerd met een graad in de film. Hij begon zijn filmcarrière als geluidstechnicus in 1985 met de film Seven Minutes in Heaven. In 1987 maakte hij de overstap als filmeditor, waar hij als assistent werkzaam was voor Susan E. Morse met de film Dead of Winter. De fileditors David Brenner, Joe Hutsing, Sally Menke en John Wright waren ook mentors in zijn loopbaan. Livolsi eerste filmcredit als hoofd-editor begon in 2001 met de film Vanilla Sky. Hij was lid van de American Cinema Editors en de Academy of Motion Picture Arts and Sciences.
Livolsi stierf onverwachts in zijn appartement in Pasadena, Californië op 56-jarige leeftijd.

## Filmografie
- 2001: Vanilla Sky
- 2003: Pieces of April
- 2004: The Girl Next Door
- 2005: My Suicidal Sweetheart
- 2005: Wedding Crashers
- 2006: The Devil Wears Prada
- 2007: Fred Claus
- 2008: Marley & Me
- 2009: The Blind Side
- 2011: The Big Year
- 2011: We Bought a Zoo
- 2013: Saving Mr. Banks
- 2014: The Judge
- 2016: The Jungle Book
- 2017: Wonder
- 2019: The Lion King